# Aguel'hoc
Aguel'hoc ou Aguelkok é uma comunidade rural do norte do Mali, na Região de Kidal. No censo demográfico de 2009, a cidade possuía uma população de 8,080.

## Geografia
Aguel'hoc está situada ao norte do Vale Telemesi. Localizada no maciço de Adrar dos Ifogas, Aguel'hoc está a 430 km ao norte de Gao e 150 km ao sul da fronteira do Mali com a Argélia, em pleno deserto.
A área da comunidade é de cerca de 22 000 km², uma extensão próxima do tamanho do território da Bélgica. A população é de cerca de 11000 habitantes, sendo que 95% é tuaregue. A maior parte da população é nômade.

## Administração
Aguel'hoc inclui as comunidades de Aguel'hoc, Tassidkimt, Ukinik, Telabit, Inakafel, Tamuscat, Matalmen, Tagharabat, Soran, Laway laway, Aslagh e Inamzil.